# Amanda Tenfjord
Amanda Klara Georgiadis Tenfjord (født 9. januar 1997) er en græsk-norsk sanger og sangskriver. Hun har repræsenteret Grækenland ved Eurovision Song Contest 2022 i Torino med sangen "Die Together" og kom på en 8. plads i finalen.